# Бодаківська сільська рада
Бодакі́вська сільська́ ра́да — адміністративно-територіальна одиниця та орган місцевого самоврядування у Збаразькому районі Тернопільської області. Адміністративний центр — село Бодаки.

## Загальні відомості
Бодаківська сільська рада утворена в 1940 році.
- Територія ради: 16,25 км²
- Населення ради: 1 148 осіб (станом на 2001 рік)
- Територією ради протікає річка Горинь

## Населені пункти
Сільській раді були підпорядковані населені пункти:
- с. Бодаки

## Склад ради
Рада складалася з 12 депутатів та голови.
- Голова ради: Волохатий Сергій Васильович
- Секретар ради: Гривас Оксана Леонідівна

### Керівний склад попередніх скликань
| Прізвище, ім'я, по батькові | Основні відомості                                                             | Дата обрання | Дата звільнення |
| --------------------------- | ----------------------------------------------------------------------------- | ------------ | --------------- |
| Шандрук Олексій Андрійович  | Сільський голова, 1959 року народження, безпартійний                          | 26.03.2006   | 31.10.2010      |
| Борисевич Надія Василівна   | Сільський голова, 1965 року народження, освіта середня загальна, позапартійна | 31.10.2010   | 17.11.2015      |
| Волохатий Сергій Васильович | Сільський голова, 1991 року народження, повна вища освіта, безпартійний       | 17.11.2015   |                 |

Примітка: таблиця складена за даними сайту Верховної Ради України

### Депутати
За результатами місцевих виборів 2010 року депутатами ради стали:

#### За суб'єктами висування
| Суб'єкт висування | Кількість обраних депутатів | %   |
| ----------------- | --------------------------- | --- |
| Самовисування     | 12                          | 100 |

#### За округами
| № округу | Прізвище, ім'я, по батькові      | Дата визнання обраним | Освіта  | Партійна приналежність | Відомості про обраного депутата        |
| -------- | -------------------------------- | --------------------- | ------- | ---------------------- | -------------------------------------- |
| 1        | Рабінович Анатолій Олександрович | 01.11.2010            | середня | позапартійний          | Збаразьке УЕГГ, слюсар                 |
| 2        | Федюк Василь Ігорович            | 01.11.2010            | середня | позапартійний          | тимчасово не працює                    |
| 3        | Дячина Катерина Борисівна        | 01.11.2010            | вища    | позапартійна           | ТОВ «СЕБН-УА», контролер               |
| 4        | Дячина Оксана Олегівна           | 01.11.2010            | вища    | позапартійна           | загальноосвітня школа, вчитель         |
| 5        | Ганжа Богдан Іванович            | 01.11.2010            | середня | позапартійний          | ВАТ «Трест-Київ»                       |
| 6        | Мазур Ольга Анатоліївна          | 01.11.2010            | середня | позапартійна           | Бодаківська с.р., прибиральниця        |
| 7        | Савчук Оксана Олександрівна      | 01.11.2010            | середня | позапартійна           | Бодаківська с.р., секретар             |
| 8        | Дишкант Юхим Борисович           | 01.11.2010            | вища    | позапартійний          | «СЕО-Студія»                           |
| 9        | Савчук Валентина Дмитрівна       | 01.11.2010            | середня | позапартійна           | Магазин, продавець                     |
| 10       | Гривас Оксана Леонідівна         | 01.11.2010            | середня | позапартійна           | тимчасово не працює                    |
| 11       | Панчук Володимир Корнійович      | 01.11.2010            | вища    | позапартійний          | приватний підприємець                  |
| 12       | Шандрук Дем'ян Іванович          | 01.11.2010            | середня | позапартійний          | пенсіонер                              |
| 13       | Волохатий Олександр Васильвич    | 01.11.2010            | середня | позапартійний          | Ковбасний цех                          |
| 14       | Собко Юлія Андріївна             | 01.11.2010            | середня | позапартійна           | Бодаківська с.р., соціальний працівник |